# 鹿野 (鳥取市)

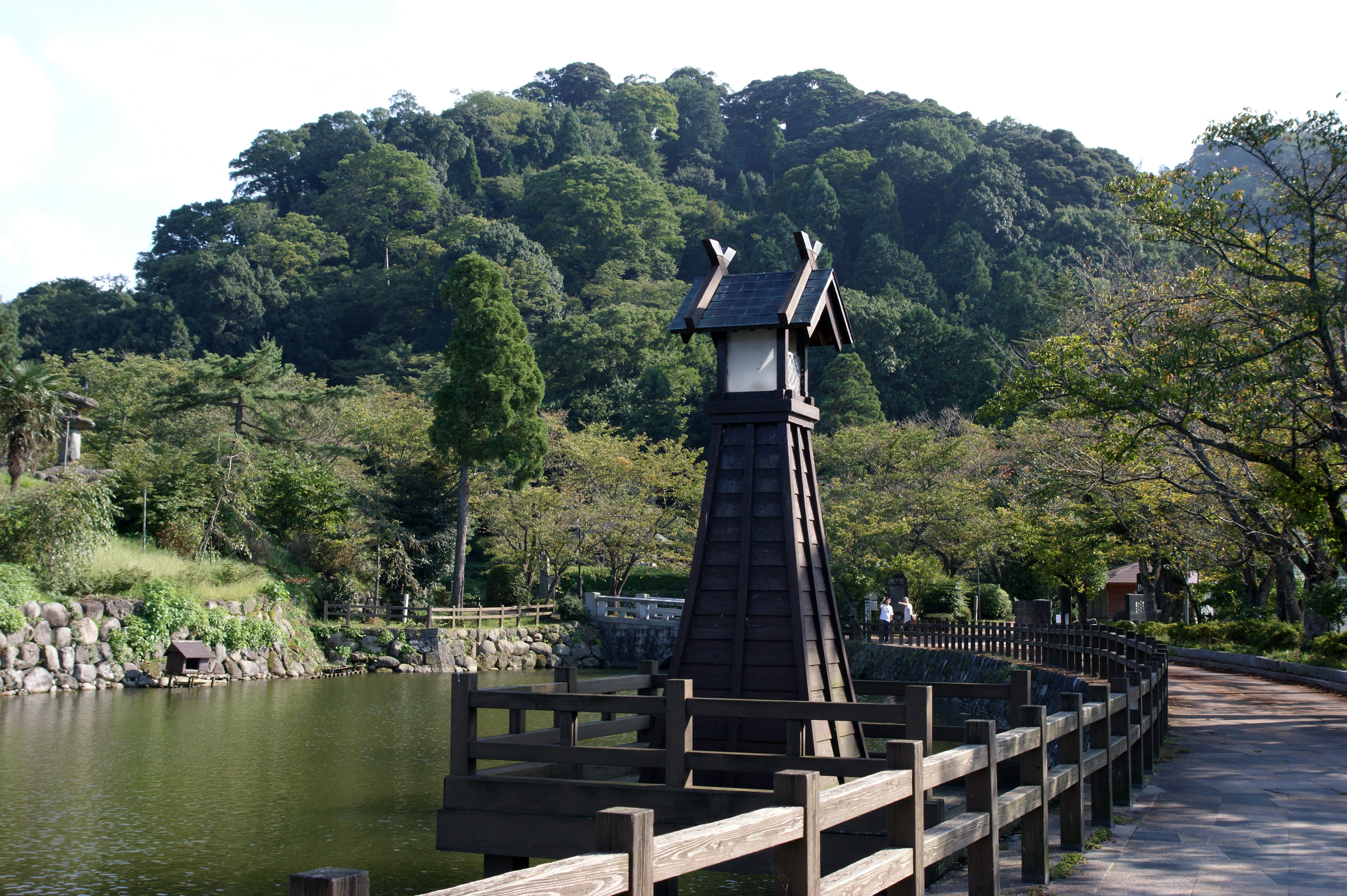
鹿野城跡公園

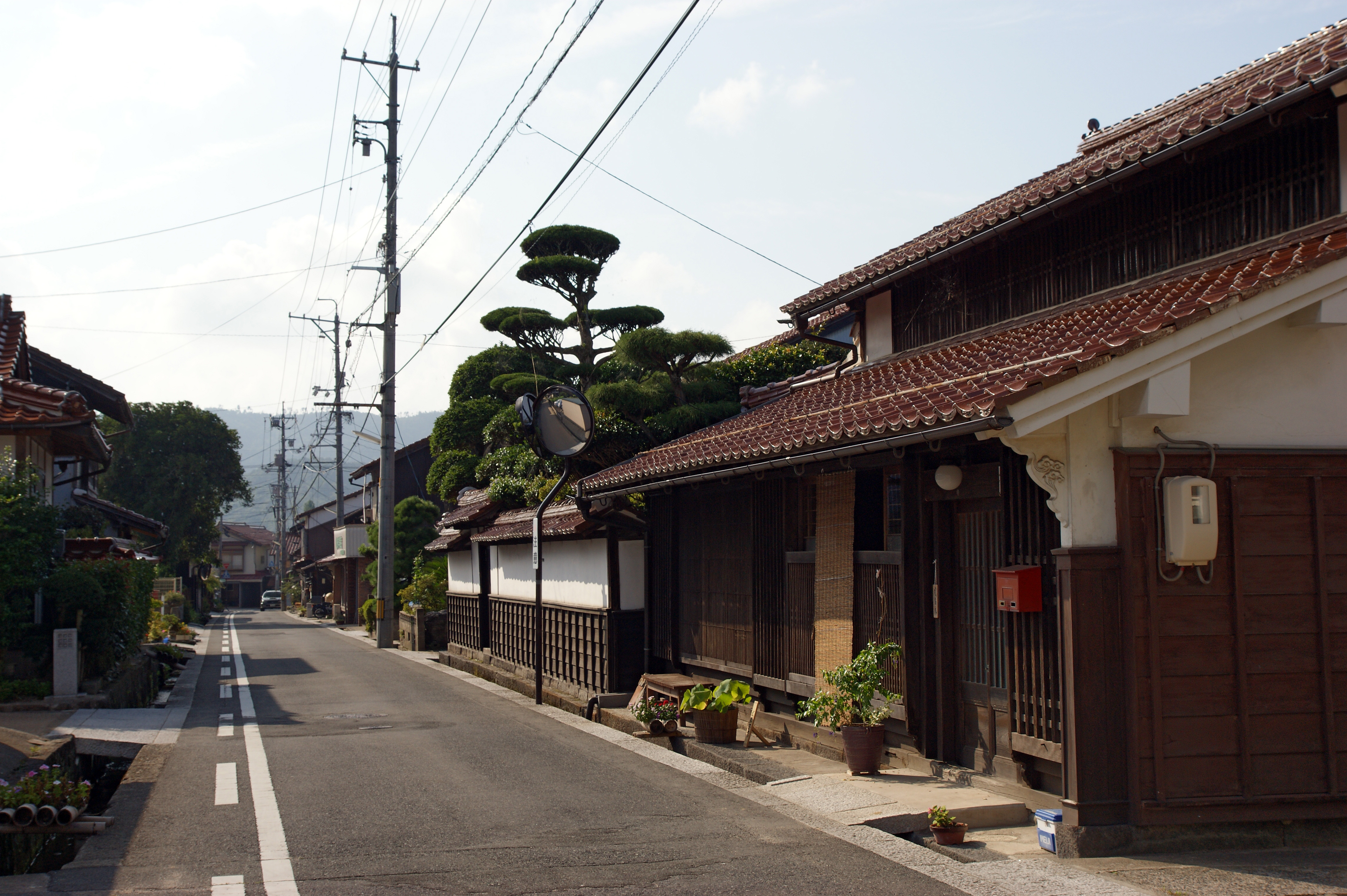
鹿野往来

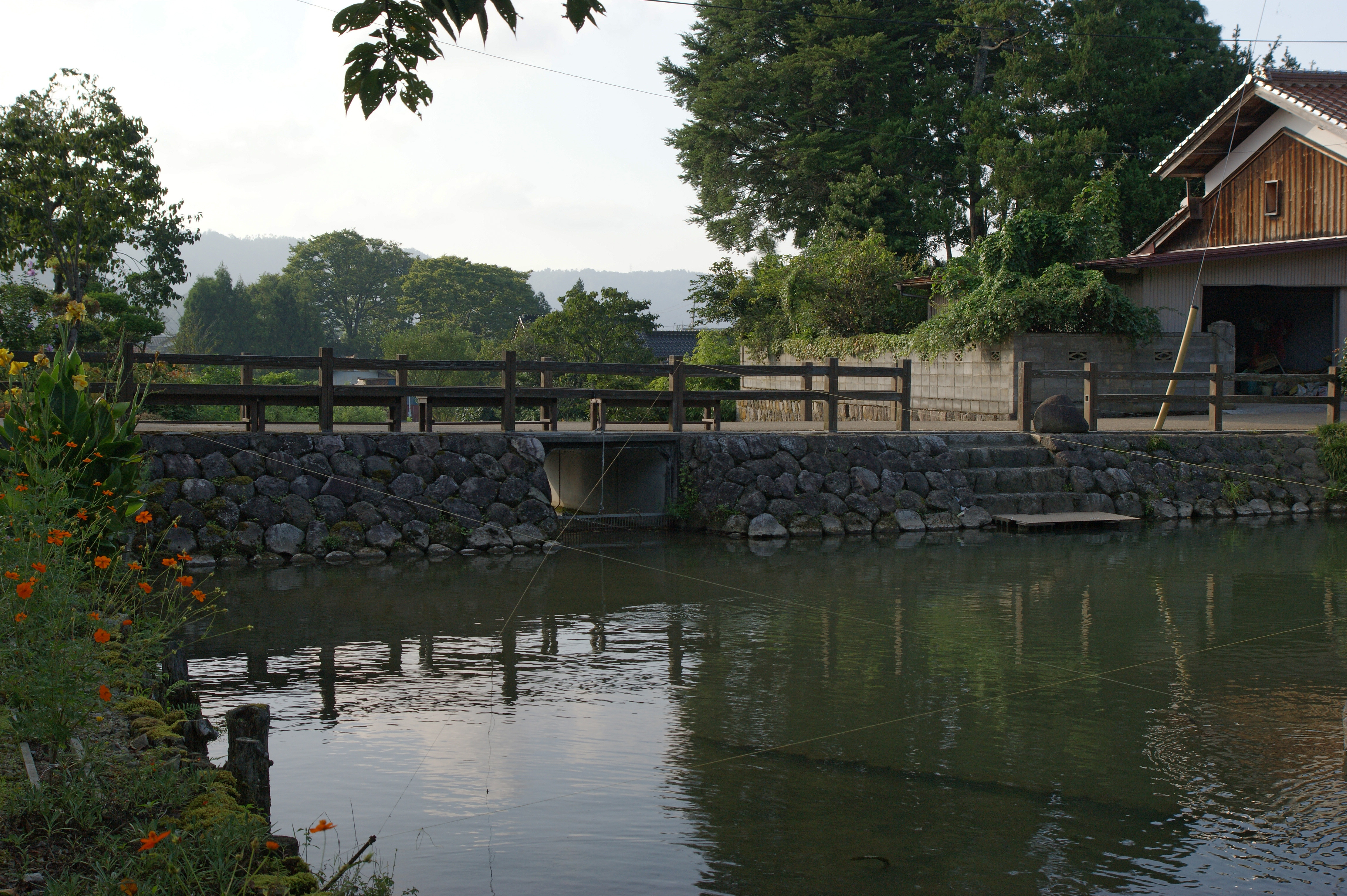
伊木の堤

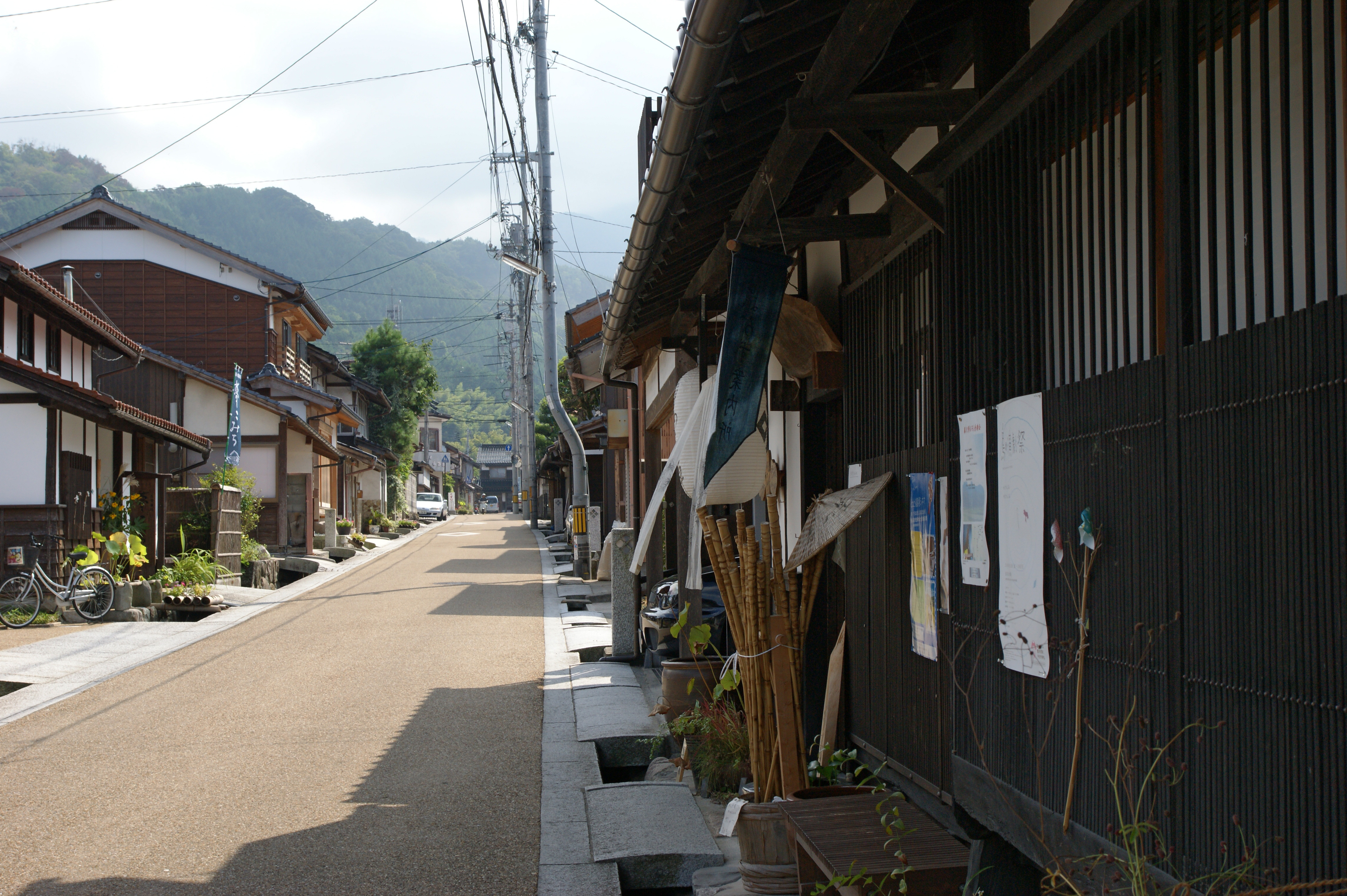
鹿野ゆめ本陣前

鹿野（しかの）は、鳥取県鳥取市西部にある城下町。および鳥取市鹿野町の地名。

## 概要
古くから因幡国西部の中心都市で、江戸時代初頭に亀井茲矩によって鹿野城が築かれ城下町として整備された。（厳密に言えば、「鹿野城」の築城時期自体は室町時代頃までさかのぼるとされる。）
その当時（約400年前）のインフラが現存しており、城下町らしい丁字路やL字路、道幅と一帯を網の目のように走る水路などは当時のままである。この景観を作家司馬遼太郎は「えもいえぬ気品」と評した。
1994年（平成6年）より、住民主体となって町並みの保存と整備が開始された。

## 鹿野往来
因幡と伯耆を結ぶ最重要の道。鳥取城下から吉岡・末用・鹿野城下を経由して青谷宿へ至る伯耆街道や倉吉往還へ接続するルートである。古くは伯耆中道とも呼ばれた。現在は城下町鹿野の沿道の地名としても呼ばれる。夢街道の認定を受けている。

## 主な名所・施設
- 鹿野城跡公園 - かつて鹿野城があり、現在山麓には鹿野城跡公園がある。内堀、外堀、薬研堀が現存する。
- 鹿野温泉
- 伊木の堤 - 1640年築造の堤防
- 鷲峰山
- 幸盛寺 - 山中幸盛の墓がある。
- 譲伝寺 - 亀井茲矩の菩提寺。亀井氏の津和野藩転封後も文久元年（１８６１）に茲矩二五〇年法要が営まれ、藩士湯舎人（湯氏は茲矩生家）の出向参列記録が『因州記』に残る。
- 加知弥神社 - 式内社、吉川元春ゆかり
- 浄徳寺
- 鹿野ゆめ本陣 - 観光案内所・休憩所。「藍染め工房」、土産・特産品販売所もある。
- 夢こみち - 食事処。「すげ笠弁当」販売
- 鳥の劇場

## 行事・祭事
- 鹿野祭り - 2年に一度、4月中旬の土日の開催

## 交通アクセス
- 山陰本線 浜村駅からバスで15分、「鹿野総合支所前」下車、徒歩3分